# Бистрица (Мусаленска)
Вижте пояснителната страница за други значения на Бистрица.
Мусаленска или Боровецка Бистрица е река в България, Рила, Софийска област – община Самоков, десен приток на река Искър. Дължината ѝ е 19 km.
Река Мусаленска Бистрица изтича от най-високото (Ледено езеро) от Мусаленските езера, на 2709 m н.в., северно от връх Мусала. До курорта „Боровец“ протича в дълбока залесена долина с много голям наклон. Влива се отдясно в река Искър, на 964 m надморска височина в югозападната част на град Самоков.
Площта на водосборния басейн на реката е 57 km2, което представлява 0,6% от общия водосборен басейн на река Искър.
Основните притоци на Мусаленска Бистрица са: Солената вода (десен), Малка Бистрица (Тъмна Бистрица, ляв) и Луковица (десен).
Многогодишният среден отток при станция Боровец е 0,5 m3/s, като максимумът е в периода от април до юли, а минимумът – от август до октомври. Подхранването е предимно снегово.
По течението на Мусаленска Бистрица е разположен курортът „Боровец“.
На протежение от 8 km по долината на реката преминава Републикански път II-82 от Държавната пътна мрежа Костенец – Самоков – София.
В най-долното си течение водите на реката се използват главно за напояване.

## Топографска карта
- Лист от карта K-34-72. Мащаб: 1 : 100 000.